# 加利福尼亞廣場二期
加利福尼亞廣場二期（英語：Two California Plaza）是一座位於美國洛杉磯邦克山區的摩天大樓，高達751英尺（229），與其毗鄰的是稍矮的加利福尼亞廣場一期。洛杉磯當代藝術博物館的一部份也列於加利福尼亞廣場發展項目之中。

## 歷史
加利福尼亞廣場二期由Hathaway Dinwiddie建築公司在1992年完成，辦公面積約為1,329,000平方英尺（123,500平方），設計者是阿瑟·埃里克森。實際上最初的計劃是建造三棟大廈，而不是現在的一期和二期兩棟。
加利福尼亞廣場二期的建造計劃始於1983年，預計花費12億美元，1992年建成時正逢洛杉磯市中心房地產市場衰退。結果只有30%的面積得以租出。其擁有者MPG Office Trust在2012年將其申請破產保護。

## 租戶
- Deloitte洛杉磯分處
- Reliance Steel & Aluminum Co.
- PricewaterhouseCoopers洛杉磯分處
- 正道集團洛杉磯分處
- 日本駐洛杉磯總領事館（日语：在ロサンゼルス日本国総領事館）

## 擴展閱讀
- Cameron, Robert. . San Francisco: Cameron & Company. 1990. ISBN 978-0-918684-48-6.